# БАСК (футбольный клуб)
БАСК (серб. Београдски академски спортски клуб) — сербский футбольный клуб из общины Чукарица в округе Белград в центральной Сербии. Клуб основан в 1903 году, гостей принимает на стадионе «Царёва чуприя», вмещающей 3 000 зрителей.

## История
Клуб основан в 1903 году под названием СК «Соко». Лучшие годы клуба пришлись на 30-е годы XX века, когда он выступал в высшем дивизионе чемпионата Югославии. Лучший результат клуба в чемпионатах Югославии — 5-е место в сезоне 1932/33. В сезоне сезоне 2010/11 БАСК победил в Первой лиге, и, спустя 70 лет, завоевал право участвовать в высшем дивизионе страны. Но из-за финансовых проблем клуб вместо Суперлиги был отправлен в Сербскую лигу, второй по силе дивизион страны, где в следующем сезоне БАСК занял лишь 13-е место.
Домашние матчи команда проводит на стадионе «Царёва чуприя», вмещающем 3 000 зрителей.

## Прежние названия
- 1903—1933 — СК «Соко» (серб. СК Соко)
- 1933—1945 — БАСК (серб. БАСК)
- 1945—1953 — «Сеняк» (серб. Сењак)
- 1953—н. в. — БАСК (серб. БАСК)